# Xermar (Lugo)
Xermar (llamada oficialmente Santa María de Xermar) es una parroquia del municipio de Cospeito, en la provincia de Lugo, de la comunidad autónoma de  Galicia en España.

## Organización territorial
La parroquia está formada por quince entidades de población:
- A Igrexa
- Aldea (A Aldea)
- Bouza (A Bouza)
- Carballal (O Carballal)
- Carballosa (A Carballosa)
- Carradelas
- Castiñeira
- Cubela (A Covela)
- Édramo
- Eirixado (O Eirixado)
- Matocovo
- Piñeiro (O Piñeiro)
- Riba da Insua
- Sanguido (O Sanguido)
- Villaguisada (Vilaguisada)

## Demografía
| Gráfica de evolución demográfica de Xermar entre 2000 y 2019 |
|                                                              |
| Datos según el nomenclátor publicado por el INE.             |